# آرثر ميلز (لاعب كرة قدم)
آرثر ميلز (بالإنجليزية: Arthur Mills)‏ هو لاعب كرة قدم بريطاني، (و. 1906  م). لعب مع نادي لوتون تاون.